# Abdelwahid Aboud Mackaye
Abdelwahid Aboud Mackaye ( geb. 1953, Oum Hadjer) ist ein Rebellenführer im Tschad. Er war in den Konflikt verwickelt, in welchem Präsident Idriss Déby entmachtet wurde. Er war ursprünglich ein Kämpfer des Conseil démocratique révolutionnaire (CDR) während des ersten Bürgerkriegs im Tschad. Unter Déby wurde er Beamter, bevor er 2003 wieder zu den Rebellen überlief. Nachdem er zunächst der Vereinigte Front für Wandel (Front uni pour le changement, FUC) angehörte und später der Union des forces pour la démocratie et le développement (UFDD), gründete er 2007 die UFDD-Fundamental (UFDD-F), welche sich im Februar 2008 am erfolglosen Angriff auf N’Djamena beteiligte.

## Leben
Abdelwahid gehört zur Ethnie der Missiria-Araber, Er wurde 1953 bei Oum Hadjer in der Region Batha geboren. Er kämpfte als Milizionär der CDR 1980 in der Zweiten Schlacht von N’Djamena, welche gegen Präsident Goukouni Oueddei und seinen Verteidigungsminister Hissène Habré gefochten wurde; in dem Konflikt wurde Abdelwahid verwundet und seither humpelt er. In der Folge wurde er Beamter und erhielt unter der Regierung von Idriss Déby das Amt eines Subprefect.
2003 brach Abdelwahid jedoch mit Déby und ging über zur offenen Rebellion. Er wurde Generalsekretär der Rebellengruppe FIDEL, und, nachdem sich die Gruppe mit anderen Organisationen zusammengeschlossen hatte, einer der Anführer der Rebellen-Allianz Vereinigte Front für Wandel (Front uni pour le changement, FUC). Diese hatte sich im Dezember 2005 unter der Führung von Mahamat Nour Abdelkerim gegründet.
Am 19. Januar 2006 wurde Abdelwahid zusammen mit neunzehn anderen Rebellenführern verhaftet, nachdem er in der sudanesischen Hauptstadt Khartum an einem Interview für Radio France Internationale teilgenommen hatte, in welchem er verkündet hatte, dass die „Beziehungen der FUC mit der Sudanesischen Regierung sehr freundschaftliche–sehr eng“ („FUC’s relations with the Sudanese government are friendly–very close“) seien, und nachdem er argumentiert hatte, das traditionell Rebellionen im Tschad immer mit Unterstützung aus Khartum an die Macht gekommen seien. Die sudanesische Regierung verneinte wiederholt die Anschuldigungen der tschadischen Präsidenten Idriss Déby, dass die Regierung des Sudan finanzielle und materielle Unterstützung für die FUC leiste. Abdelwahid wurde kurz darauf aus dem Gefängnis entlassen. Seine Verhaftung wurde vor allem von der Menschenrechtsorganisation Rencontre africaine pour la défense des droits de l’homme (RADDHO) aus Dakar angeprangert.
Abdelwahid organisierte im April zusammen mit Nour die Schlacht von N’Djamena, in welche die Rebellen jedoch besiegt wurden. In diesen Tagen setzte Déby den General Ahmat Fadoul Makaye gefangen, aus Angst vor einem Überlaufen zu den Rebellen. Der stellvertretende Chief of Staff der Streitkräfte des Tschad ist auch Cousin von Abdelwahid. Er wurde jedoch drei Tage später von allen Verdächtigungen freigesprochen und freigelassen. Ahmat Fadoul wurde dafür später zusammen mit Issa Moussa Tamboulé am 26. September aus dem politischen Büro der FUC entlassen; dort wurde er verdächtigt insgeheim mit der Regierung von Déby zu konspirieren. Ungefähr zur selben Zeit nutzte Abdelwahid, der derjenigen arabischen Faktion angehört, welche zunehmend feindlich gegenüber Nour auftrat, und ihn für den gescheiterten Putsch verantwortlich machte, seine Position als Generalsekretär um Nour abzusetzen.
Danach ging Abdelwahid, zusammen mit einer Gruppe von Dissidenten der FUC, mit dem Democratic Revolutionary Council (CDR) von Acheikh ibn Oumar und mit der Union of Forces for Progress and Democracy (UFPD) von Mahamat Nouri zusammen um am 22. Oktober die Union of Forces for Democracy and Development (UFDD) zu gründen.
Im April 2007 erschütterte eine große Krise die UFDD als der Vizepräsident Acheikh ibn Oumar von Nouri wichtige Funktionärsposten für seine Getreuen beanspruchte. Nouri weigerte sich und warf Acheikh aus der Organisation, wobei er die Kontrolle seiner eigenen Ethnie, der Gorane, über die UFDD konsolidierte.
Nach Acheikh verließ auch Abdelwahid die UFDD im Bemühen seine Freiheiten gegenüber Nouri zu behaupten. Er gründete im Mai zusammen mit Acheikh eine neue Miliz, die Union of Forces for Democracy and Development-Fundamental (UFDD-F, اتحاد قوى الديمقراطية والتنمية الأساسية ‎), eine von Arabern dominierte Gruppe, welche auf eine Stärke von 500 Mann geschätzt wird.
Abdelwahid nahm an Friedensgesprächen in Tripolis in Libyen teil. Libyen versuchte zwischen der Regierung des Tschad und den Führern von vier Rebellengruppen zu vermitteln (UFDD mit Nouri, Rassemblement des Forces pour le Changement (RFC) mit Timane Erdimi, Chadian National Concord mit Hassan Saleh al-Djinedi und UFDD-F). Zu Beginn der Gespräche am 23. Juni verlautete Abdelwahid, dass das „Problem hauptsächlich aus Verfassungsordnungen bestehe“ („problem is mostly of a constitutional order“), und er „fordere eine Revision der Verfassung um den Weg für einen Übergang zu bereiten“ („demand a revision of the constitution to reopen the road to transition“). Eine wichtige Etappe der Gespräche wurde am 3. Oktober erreicht, als die Regierung und die vier Rebellengruppen in Tripolis eine Vereinbarung über eine Machtaufteilung in der Regierung unterzeichneten und die Integration der Rebellentruppen in die Streitkräfte des Tschad beschlossen. Unter den Rebellenführern war Abdelwahid der einzige, der das Papier als eine „definitive Übereinkunft“ („definitive accord“) bezeichnete, während die anderen es als provisorisch ansahen. Aufgrund der Widerstände der vier Rebellenführer wurde am 25. Oktober die neue Übereinkunft von Surt (Surt accord) unterzeichnet. Diese wurde als definitiv angenommen, und gemäß der Vereinbarung sollten die bewaffneten Gruppierungen im November die Waffen niederlegen und rein politische Parteien werden.
Die Vereinbarung wurde bereits am 26. November wieder gebrochen, als schon wieder heftige Kämpfe zwischen den Rebellen und den Regierungstruppen stattfanden. Im Dezember näherte sich Abdelwahid aufgrund sudanesischen Drucks wieder an Nouri und Erdimi an und bildete mit ihnen Mitte Dezember eine Vereinigte Militärkommandantur mit Abderahman Koulamallah als Sprecher. Abdelwahit behauptete, dass sein Hauptquartier im Sudan zwei Mal durch die Armée de l’Air Tchadienne angegriffen worden sei, das erste Mal am 28. Dezember und später am 6. Januar 2008.
Ende Januar stellten die drei Rebellenführer eine Armee mit 3.000 Mann zusammen zum Angriff auf die Hauptstadt um ein für alle Mal mit Déby abzurechnen. Die Truppe erreichte auch die Hauptstadt, aber in der Schlacht von N’Djamena wurden sie besiegt. In der Schlacht waren 160 Todesopfer zu verzeichnen und die Rebellen zogen sich wieder zurück.